# Frontier Central School District
El Distrito Escolar de Frontera Central es el distrito escolar público primario sirviendo la ciudad de Hamburgo, Nueva York. El distrito sirve la mayoría de la ciudad exterior del pueblo de Hamburgo, y es una entidad pública independiente. Con autoridad del Estado de Nueva York, el tablero de siete miembros de la frontera de la educación gobierna el distrito y selecciona al superintendente. Las oficinas del distrito están localizadas en la Frontera Centro Educativo en Wanakah.

### Ubicación y área
La Frontera Distrito aproximadamente 39 millas cuadradas (101.0 km²) de tierra en el pueblo de Hamburgo, del pueblo de Blasdell en el del norte al villorio de Vista de Lago en el suroeste. Porciones de la ciudad de Hamburgo no cubierto por el distrito escolar incluye las áreas adyacentes al pueblo y otras ciudades adyacentes; estas áreas están servidas por el Hamburgo, Del oeste Seneca, y Parque de Huerto distritos escolares centrales.

### Big Tree Escuela Elemental

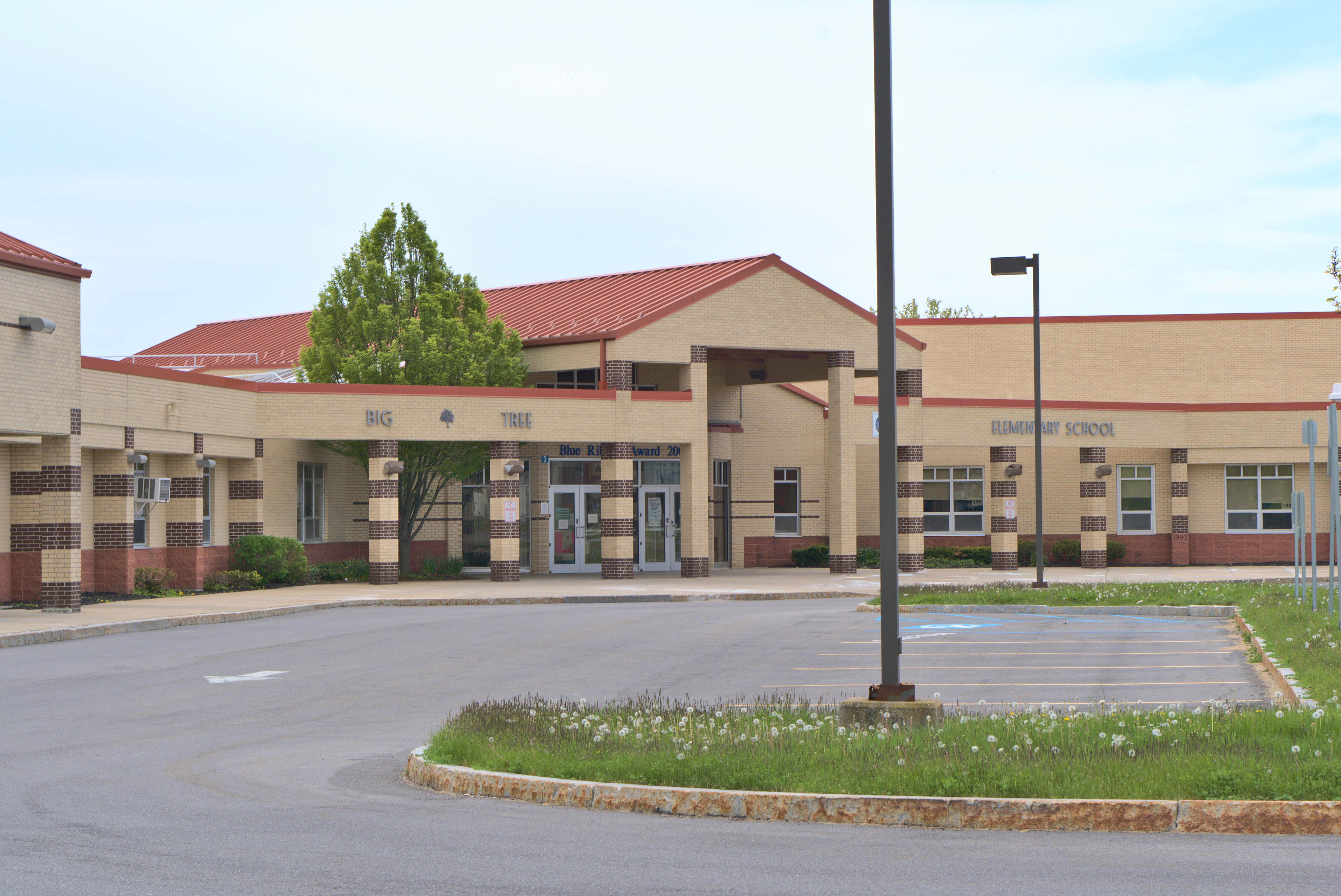
Big Tree Escuela Elemental

### Pinehurst Escuela elemental

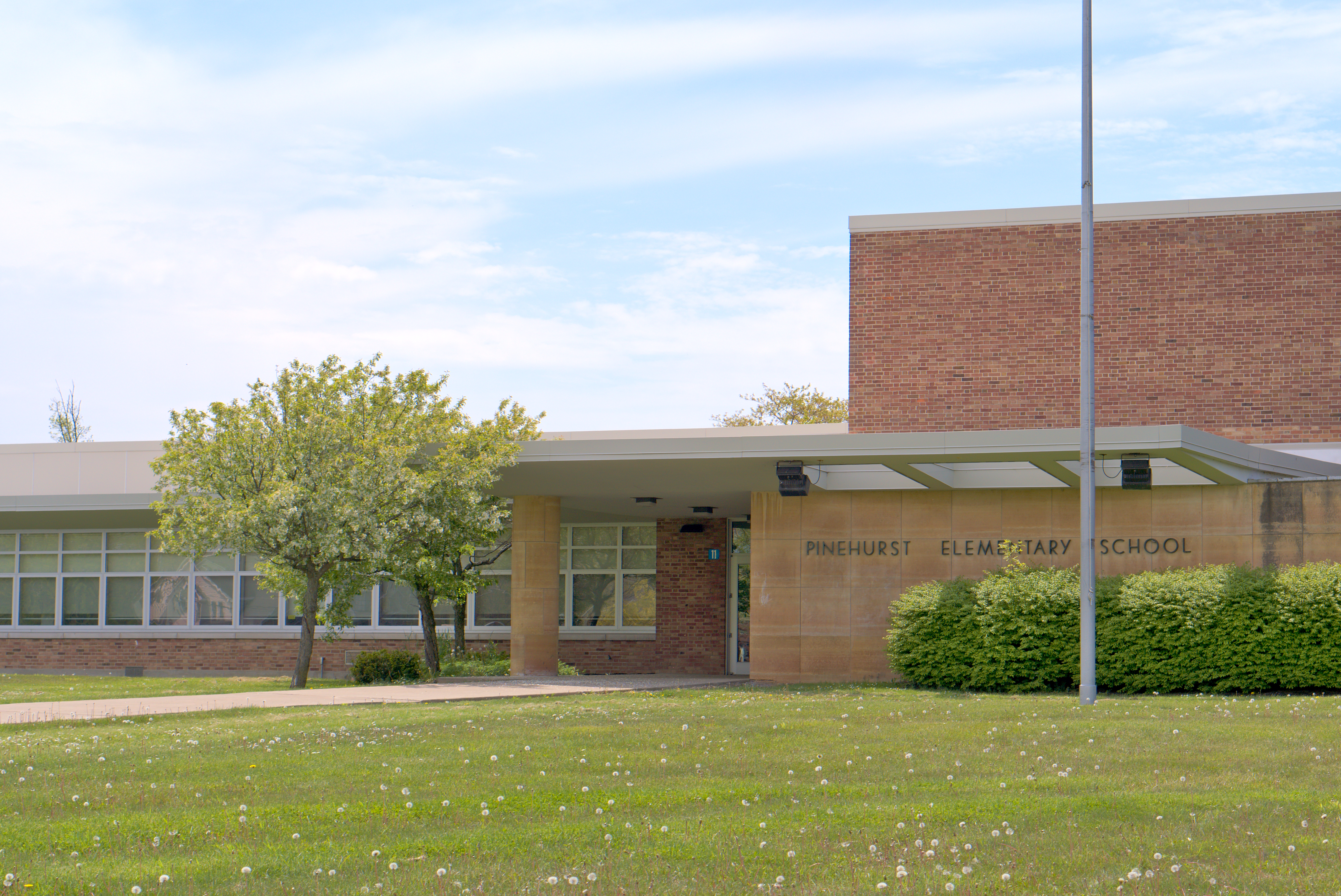
Pinehurst Escuela elemental

### Frontera Middle School

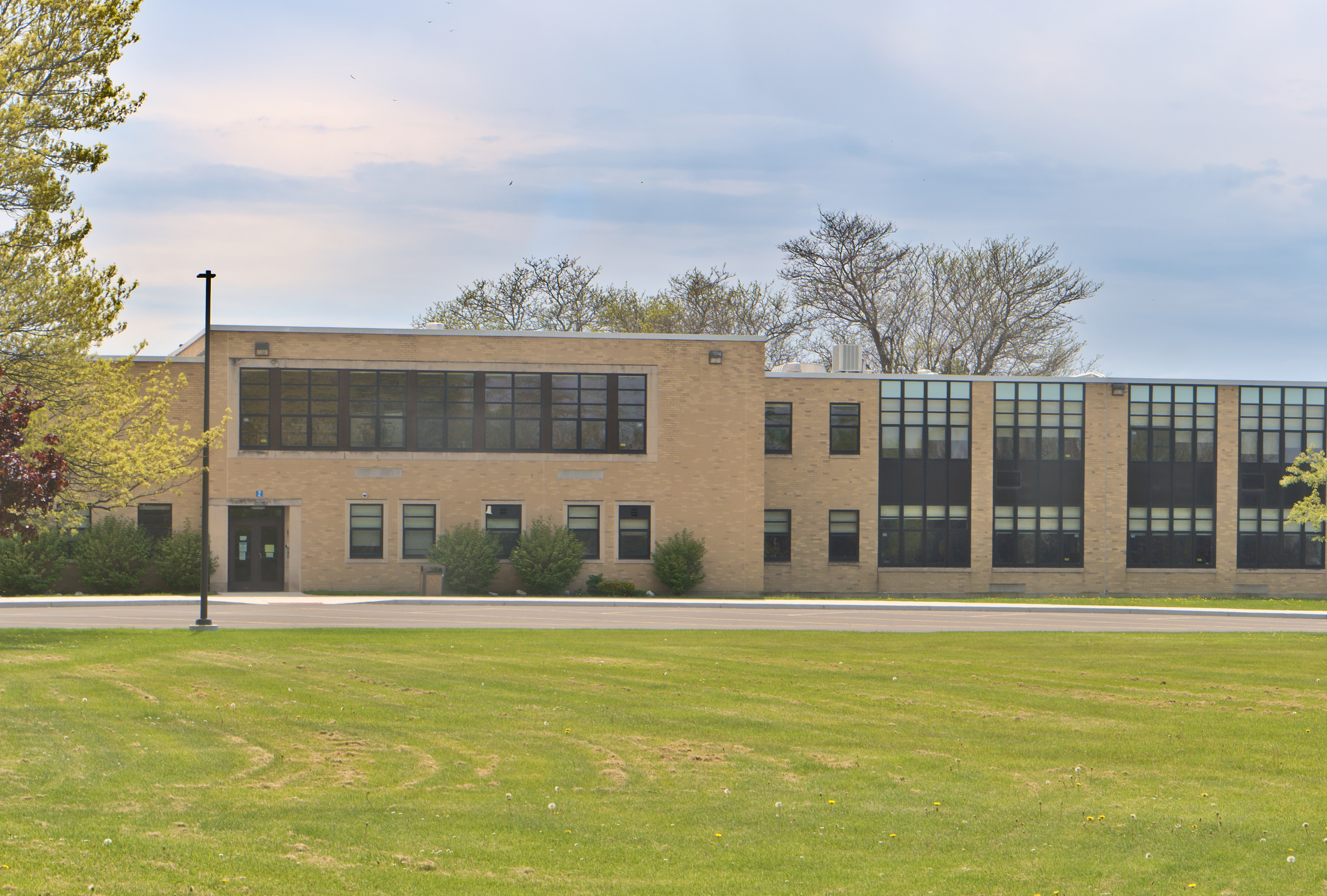
Frontier Middle School

## Escuelas

### Instituto de frontera

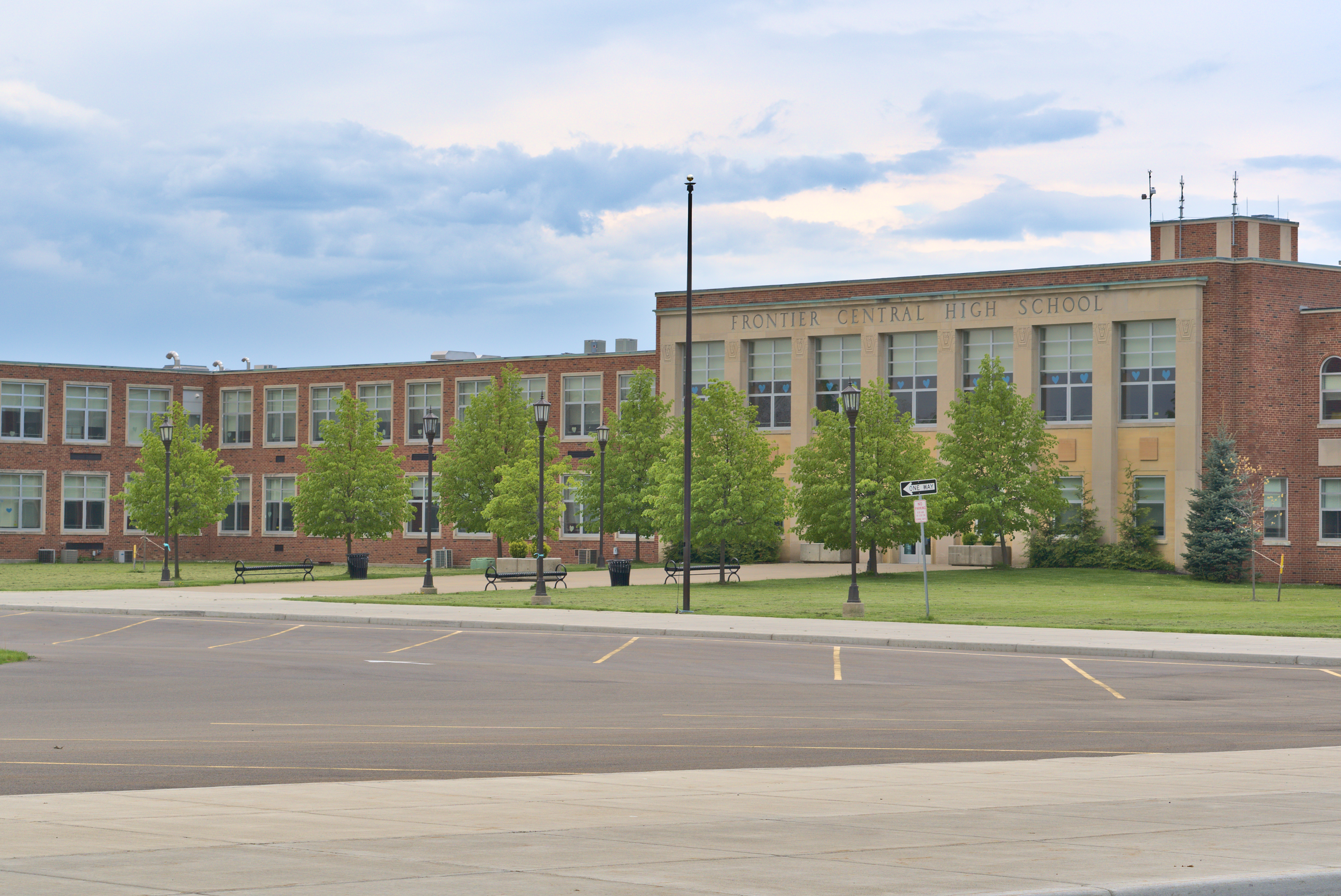
Frontier High School

Frontier High School está localizado a lo largo de Bayview Carretera en el del norte-área central del distrito. Reemplace Blasdell Colegio encima Madison Avenida en 1955, el cual había sido en operación como tal desde entonces 1894.: 20  El colegio está atendido por estudiantes de noveno a través de duodécimo grado. La escuela tiene 1,363 estudiantes y un 12:1 estudiantil-a-proporción de profesor. El principal es Daniel Charland, y el ayudante principals es James Helmicki, Dr. David Smaczniak y Shannon Thurston.